# 부여 모선재
부여 모선재는 충청남도 부여군 부여읍에 있다. 2005년 7월 6일 부여군의 향토문화유산 제80호로 지정되었다.